# كورت كولمان (لاعب كرة قدم أمريكية)
كورت كولمان (بالإنجليزية: Kurt Coleman)‏ هو لاعب كرة قدم أمريكية أمريكي، ولد في 1 يوليو 1988 في كلايتون في الولايات المتحدة.

## وصلات خارجية
- الموقع الرسمي
- كورت كولمان على موقع مرجع كرة القدم المحترفة.كوم (الإنجليزية)